# Boutte
Boutte es un lugar designado por el censo (en inglés, census-designated place, CDP) ubicado en la parroquia de St. Charles, Luisiana, Estados Unidos. Según el censo de 2020, tiene una población de 3054 habitantes.

## Geografía
La localidad está ubicada en las coordenadas 29°53′15″N 90°23′20″O / 29.88750, -90.38889 (29.887384, -90.38876). Según la Oficina del Censo de los Estados Unidos, Boutte tiene una superficie total de 35.85 km², de la cual 35.70 km² corresponden a tierra firme y 0.15 km² es agua.

## Demografía
Según el censo de 2020, hay 3054 personas residiendo en Boutte. La densidad de población es de 85.55 hab./km².
| Raza                   | Núm. | Porc.  |
| ---------------------- | ---- | ------ |
| Afroamericanos         | 1721 | 56.35% |
| Blancos                | 1065 | 34.87% |
| Amerindios             | 10   | 0.33%  |
| Asiáticos              | 21   | 0.69%  |
| Otras razas            | 89   | 2.91%  |
| De una mezcla de razas | 148  | 4.85%  |

Del total de la población, el 6.97% son hispanos o latinos de cualquier raza.